# وایولا فلچر
وایولا فلچر (انگلیسی: Viola Fletcher؛ زادهٔ ۱۰ مهٔ ۱۹۱۴) مؤلف (پدیدآور) جوشکار پیشین اهل ایالات متحده آمریکا است. وی که به نام مادر فلچر نیز شناخته می‌شود، مسن‌ترین بازمانده شناخته شده از کشتار نژادی تولسا و یک زن ابرصدساله است. صد سال پس از آن کشتار، او در جریان مناظره جبران خسارت برده‌داری در ایالات متحده آمریکا در برابر کنگره شهادت داد.

## اوایل زندگی
وایولا فلچر در ۱۰ مه ۱۹۱۴ در کمنچی (اکلاهما) به دنیا آمد. والدین او لوسیندا الیس و جان وسلی فورد نام داشتند. او دومین فرزند از هشت فرزند خانواده بود. یک برادر کوچکتر به نام هیوز ون الیس در زمان کشتار نژادی تولسا نوزاد بود. هیوز ون الیس در ۹ اکتبر ۲۰۲۳ در سن ۱۰۲ سالگی درگذشت. خانه آن‌ها برق نداشت. پیش از نقل مکان به تولسا، خانواده آنها از طریق مساقات زندگی می‌گذراندند. در تولسا، خانواده به کلیسای باپتیست سیاه‌پوستان سنت اندرو می‌رفتند.
فلچر به کنگره گفت که به دلیل شرایط خانوادگی پس از کشتار، او پس از کلاس چهارم دبستان، از مجبور به ترک تحصیل شد.

## تجربیات در زمان کشتار
خانواده او، از جمله چهار تن از خواهر و برادرانش، در محله‌ای ثروتمند و سیاه‌پوست در تولسا به نام «بلک وال استریت» زندگی می‌کردند.
فلچر در آن زمان هفت ساله بود. او در شب ۳۱ مه ۱۹۲۱ در رختخواب خوابیده بود که کشتار آغاز شد؛ مادرش خانواده را بیدار کرد و آن‌ها فرار کردند. خانواده همه چیز را از دست دادند به جز لباس‌هایی که به تن داشتند. فلچر مسن‌ترین بازمانده شناخته شده از این کشتار است (چند ماه بزرگتر از لسی بنینگفیلد رندل که در همان سال ۱۹۱۴ متولد شد) و گفته می‌شود که هنوز شب‌ها در حالی که چراغ‌ها روشن است، روی کاناپه می‌خوابد.

## پیگیری غرامت‌ها
در سال ۲۰۲۰، فلچر و دیگر بازماندگان شکایتی علیه شهر تولسا، هیئت کمیسیون‌های تولسا و وزارت دفاع اوکلاهما به دادگاه بردند و درخواست غرامت کردند. این شکایت در ژوئیه ۲۰۲۳ توسط قاضی شهرستان تولسا، اکلاهما، کارولین وال، رد شد. او همراه با برادر ۱۰۰ ساله‌اش هیوز و لسی بنینگفیلد رندل که ۱۰۶ ساله بود، در ۱۹ مه ۲۰۲۱ دربارهٔ غرامت‌ها در کنگره ایالات متحده شهادت داد. فلچر به کنگره گفت:
«هرگز خشونت جمعیت سفیدپوست وقتی که خانه‌مان را ترک کردیم فراموش نخواهم کرد. هنوز مردان سیاه‌پوست را می‌بینم که تیر می‌خورند، بدن‌های سیاه‌پوست که در خیابان افتاده‌اند. هنوز بوی دود و آتش را احساس می‌کنم. هنوز می‌بینم که کسب‌وکارهای سیاه‌پوستان آتش می‌زنند. هنوز صدای هواپیماهایی که از بالا می‌گذرند را می‌شنوم. فریادها را می‌شنوم.»
او شهادت داد که شهر تولسا از نام‌های قربانیان و تصاویر کشتار برای درآمدزایی و پول درآوردن (برای شهر) استفاده کرده است. در سال ۲۰۲۲، فلچر، برادرش و رندل یک میلیون دلار از نیکوکار نیویورکی، اد میتزن، دریافت کردند.

## سفر به غنا
در اوت ۲۰۲۱، فلچر و برادرش هیوز به غنا سفر کردند. آن‌ها با رئیس‌جمهور غنا، نانا آکوفو-آدودو دیدار کردند. او به عنوان ملکه مادر تاج‌گذاری شد و چندین نام غنایی از جمله ناع لامیلی، به معنای «کسی که قوی است. کسی که آزمون زمان را با موفقیت پشت سر می‌گذارد»، ناع یائوتلی، به معنای «اولین دختر خانواده یا نژاد است» و ابوبه ندی ایگبو دریافت کرد.

## پروژه تاریخ شفاهی
فلچر در سال ۲۰۱۴ در گفتگویی برای یک پروژه تاریخ شفاهی که توسط برنامه پژوهش تاریخ شفاهی اوکلاهما و دانشکده علوم انسانی دانشگاه ایالتی اوکلاهما انجام شده بود شرکت کرد.

## کتاب خاطرات
فلچر در سال ۲۰۲۳، همراه با نوه‌اش، یک کتاب خاطرات به نام «اجازه ندهید داستانم زندگی‌ام دفن شود» نوشت.

## زندگی شخصی
در سال ۱۹۳۲، در سن ۱۸ سالگی، او با رابرت فلچر ازدواج کرد و به کالیفرنیا نقل مکان کر و هر دو در کشتی‌سازی مشغول به کار شدند ویولا به عنوان یک جوشکار کمکی کار می‌کرد. آن‌ها پس از جنگ جهانی دوم به اوکلاهما بازگشتند و سه فرزند تربیت کردند در حالی که او در خانه‌ها نظافت می‌کرد. فلتچر تا سن ۸۵ سالگی کار کرد.
فلچر همچنین به عنوان «مادر فلتچر» یا «مادر ویولا فلتچر» شناخته می‌شود.
در ۱۰ مه ۲۰۲۴، فلتچر ۱۱۰ ساله شد و به یک ابرصدساله تبدیل شد.